# Deine Freunde
 (avril 2025).
Deine Freunde est un groupe de musique allemand formé en 2012 par Florian Sump, l'ancien batteur de Echt qui joue de la musique pour les enfants et les familles.

## Histoire
Florian Sump, ancien batteur du groupe pop Echt et chanteur hip-hop solo sous le pseudonyme de Jim Pansen, travaille comme enseignant dans une garderie de Hambourg. Afin d'enregistrer une chanson pour l'établissement, il s'est rendu au studio du producteur de musique et DJ live de Fettes Brot, Markus Pauli, en 2010. Avec Lukas Nimscheck, futur présentateur du Tigerenten Club et directeur de la production théâtrale, ils ont enregistré la chanson Shokolade, qui a reçu une réponse positive de la part des enfants et des parents de la garderie. Basés sur l'auteur de chansons pour enfants Rolf Zuckowski, ils ont d'abord voulu s'appeler Rolf Zuckopfnicks et ont demandé la permission à Zuckowski, mais ont rejeté l'idée en faveur de Deine Freunde. Zuckowski a ensuite soutenu le groupe en fondant à nouveau le label !!. En 2012, le premier album Ausm Häuschen est sorti chez Universal Music. En 2014, ils ont reçu le HANS – The Hamburg Music Prize dans la catégorie Développement artistique exceptionnel de Hambourg. En 2020, le groupe a été représenté en tant que coach dans la 8e saison de The Voice Kids avec les membres du groupe Florian Sump et Lukas Nimscheck. Le 26 février 2021, avec le groupe pop a cappella Die Prinzen, ils ont sorti une nouvelle version du hit de 1993 Alles vient d'être volé. Trois ans plus tard, en février 2024, ils publient Keine Märchen avec Christina Stürmer,.

## Membres
- Lukas Nimscheck (depuis 2012) (chant, clavier)
- Markus Pauli (depuis 2012) (Disc Jockey)
- Florian Sump (depuis 2012) (chant, percussion, clavier)

## Récompenses
Nickelodeon Kids' Choice Awards 2020 dans la catégorie Casting préféré d'Allemagne, d'Autriche et de Suisse pour The Voice Kids 2020 Coaches (avec Lena Meyer-Landrut, Max Giesinger et Sasha)

## Télévision
- TV Modifier 2020 : The Voice Kids(fait partie du jury)
- 2021 : Verstehen Sie Spaß? ?
- 2022 : Votre chanson (Sponsors musicaux)
- 2022 : Spectacle de contes de fées d'Otto (RTL+)
- 2023 : Cookie Monsters Foodie Truck avec Steffen Henssler (RTL+, SUPER RTL)

## Emission Radio
- Tür es zu zheit! (Depuis 2024)

## Discographie

### Albums
- 2012: Ausm Häuschen
- 2014: Heile Welt
- 2014: Ausm Häuschen (version instrumental)
- 2014: Heile Welt (version Instrumental)
- 2015: Kindsköpfe
- 2016: Kindsköpfe (version instrumental)
- 2017: Keine Märchen
- 2017: Keine Märchen (version instrumentale)
- 2019: Helikopter
- 2019: Helikopter (version instrumentale)
- 2020: Das Weilhnachtsalbum
- 2020: Das Weilhnachtsalbum (version Instrumentale)
- 2023: Ordentlich durcheinander
- 2023: Ordentlich durcheinsnder (version instrumentale)
- 2025: Lofi Hip Hop Beat

### Singles
- 2012: Schokolade
- 2014: Völlig losgelöst
- 2015: Ritterlich
- 2017: Auf Tour
- 2017: Du bist aber groß geworden
- 2019: Stille
- 2021: Alles nur geklaut 2021
- 2024: Keine Märchen (Christina Stürmer feat. Deine Freunde)

## Sources
1. ↑  (de) « Deine Freunde | Start », sur www.universal-music.de (consulté le 26 avril 2025)
2. ↑  (de) « Deine Freunde | Start », sur www.universal-music.de (consulté le 4 mars 2025)
3. ↑  (de) « Deine Freunde – laut.de – Band », sur laut.de (consulté le 4 mars 2025)
4. ↑  « Deine Freunde - MusicBrainz », sur musicbrainz.org (consulté le 4 mars 2025)